# 3484 Neugebauer
3484 Neugebauer este un asteroid din centura principală, descoperit pe 10 iulie 1978 de Eleanor Helin și Eugene Shoemaker.